# Teenage Politics
Teenage Politics est le second album du groupe punk / rock MxPx sorti en 1995 sous le label Tooth & Nail Records.

## Liste des titres
- Sugarcoated Poison Apple
- Do & Don't
- Teenage Politics
- Punk Rawk Show
- The Opposite Of Intellect
- False Fiction
- Falling Down
- Money Tree
- Rainy Day
- Like Sand Thru The Hourglass...
- Democracy
- Something More
- Different Things
- Misunderstanding
- Study Humans
- Inquiring Minds Want To Know
- I'm The Bad Guyy
- Americanism
- Delores